# Musée national d'art mexicain

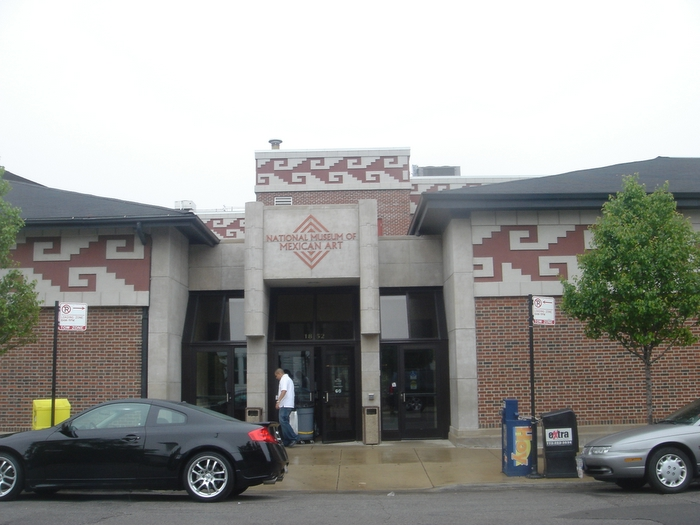

Le musée national d'art mexicain (National Museum of Mexican Art ; autrefois connu sous le nom de musée central des beaux-arts mexicains) est un musée situé dans le quartier mexicain de Pilsen à Chicago, dans l'Illinois. Il comporte de l'art mexicain, latino et des informations sur la culture chicano (Mexico-Américains). Le musée est considéré comme la plus grande institution culturelle latino des États-Unis.

## Historique
Le musée a été fondé en 1982 par Carlos Tortolero et un groupe d'enseignants du secteur public. Le bâtiment actuel se trouvant au parc de Harrison a ouvert le 27 mars 1987 sous le nom de Mexican Fine Arts Center et fut inauguré par le maire de la ville Harold Washington. Le bâtiment était un ancien hangar de réparation de bateaux.
En 2001, le musée a triplé de superficie pour adapter aux chambres fortes le stockage et aux galeries additionnelles pour présenter les collections. En 2006, le musée change e nom et devient le National Museum of Mexican Art.
En juin 2021, la milliardaire MacKenzie Scott fait don de 8 millions de dollars au musée, la plus généreuse donation de l'histoire du musée. Un an plus tôt, la fondation Ford effectuait une donation de 3,5 millions de dollars au musée. Le musée fut fermé au public de mars 2020 à juillet 2021 des suites de la crise sanitaire.

## Description
La collection permanente du National Museum of Mexican Art contient plus de 6 000 objets, et est l'une des plus grandes collections d'art mexicain dans la nation. Le NMMA est le seul musée latin accrédité par l'association américaine des musées et est l'un des seuls musées de couleur dans le pays à avoir reçu l'accréditation. C'est devenu le principal dépôt pour l'art mexicain dans la nation. La mission du musée est de montrer la culture mexicaine comme un péché frontera (sans frontières).
La visite du musée est gratuite.

## Collections
Le musée possède une collection permanente d'objets sur l'histoire mexicaine et des informations sur les travaux des artistes mexicains. L'exposition permanente comporte « Mexicanidad : Notre passé et notre présent » qui explore l'histoire du Mexique en cinq étapes : 
- Pré-Cuauhtémoc
- Le Mexique colonial
- Le Mexique : de l'indépendance à la révolution
- La révolution Post-Mexicaine vers le Mexique actuel
- L'expérience mexicaine des États-Unis.